# Fernandezina pulchra
Fernandezina pulchra is een spinnensoort uit de familie Palpimanidae. De soort komt voor in Argentinië.